# Нейман-Гофер, Отто
Гильберт Отто Нейман-Гофер (нем. Otto Neumann-Hofer; 4 февраля 1857, Ляппинен Восточная Пруссия (ныне Большие Бережки (Калининградская область)) — 14 апреля 1941, Детмольд) — немецкий журналист, редактор, писатель

, фельетонист, театральный режиссёр
, театральный критик и искусствовед, театральный деятель. Доктор философии.

## Биография
Сын помещика. Учился в тильзитской реальной школе. Позже изучал филологию и философию в Кёнигсбергском университете и Университете в Берлине. В 1881 году получил докторскую степень в Берлине.
Во время учёбы начал заниматься журналистикой, был сотрудником, а с 1881 года также редактором еженедельной газеты Der Reichsfreund. В 1884—1886 годах занимал должность редактора Deutsches Montagsblatt.
С 1890 по 1896 год работал редактором и театральным критиком в газете Berliner Tageblatt.
С 1897 по 1905 год — директор берлинского Лессинг-театра. Основал Немецкий оперный театр в Шарлоттенбурге в 1912 году и был его руководителем до 1919 года. Путешествие за границу в 1919 году также привело его в Африку, в том же году был корреспондентом немецких газет в Париже. С 1920 по 1924 год работал менеджером театральной труппы в Швейцарии.
Его жена Анни Нейман-Гофер, писавшая под псевдонимом Анни Бок, — автор ряда новелл и романов: «Simson und Dalila», «Gräfin Sofie», «Ellen», «Selam», «Führe uns in Versuchung», «Dora Peters», «Einsamkeit», «Tarantella».